# Nilton Pardal
Nilton Edgard Pardal (Río Colorado, Río Negro, 26 de abril de 1968) es un exfutbolista argentino que jugaba como arquero.

## Trayectoria

### Argentinos Juniors
Pardal debutó con la camiseta de Argentinos Juniors en el año 1990.

### Almagro
Para la temporada 1991/92 pasó a Almagro. Jugó en el tricolor hasta el 1992. Tuvo una segunda etapa en el club, en la temporada 2001/02.

### Arsenal
Pasó a Arsenal en 1993. Con el equipo de Sarandí disputó una temporada.

### Douglas Haig
A mediados de 1994 llegó a Douglas Haig. Con el equipo de Pergamino quedó al borde de clasificar al reducido por el segundo ascenso a Primera División.

### Los Andes
En 1995 llegó a Los Andes. Con el mil rayitas jugó hasta el año 1997.

### Banfield
En 1997 pasó a Banfield, donde jugó una temporada.

### Atlético Tucumán
En 1998 se mudó a San Miguel de Tucumán, para sumarse a Atlético Tucumán. Con la camiseta del decano jugó hasta el año 2000.

### Quilmes
En el 2000 se unió a Quilmes. En el cervecero tuvo un breve paso.

### San Martín de San Juan
En el 2002 jugó con la camiseta de San Martín de San Juan.

### Sportivo Luqueño
En 2003 tuvo su primera experiencia en el exterior, al sumarse a Sportivo Luqueño.

### Huracán de Tres Arroyos
En 2003 llegó a Huracán de Tres Arroyos. Con el globo de Tres Arroyos terminó en primera posición de la tabla general y jugó la final por el segundo ante Almagro, pero terminó cayendo. Luego de perder la final jugó la promoción ante Atlético Rafaela y logró el histórico ascenso a Primera División. Jugó en Huracán hasta 2005.

### Tanque Sisley
En 2005 se mudó a Uruguay para sumarse a Tanque Sisley.

### The Strongest
En 2006 pasó a The Strongest. Con el equipo boliviano jugó la Copa Libertadores 2006.

### Huracán
A mediados de 2006 volvió a Argentina, se sumó a Huracán y se retiró del fútbol.

## Clubes
| Club                    | País      |
| ----------------------- | --------- |
| Argentinos Juniors      | Argentina |
| Almagro                 | Argentina |
| Arsenal                 | Argentina |
| Douglas Haig            | Argentina |
| Los Andes               | Argentina |
| Banfield                | Argentina |
| Atlético Tucumán        | Argentina |
| Quilmes                 | Argentina |
| San Martín de San Juan  | Argentina |
| Sportivo Luqueño        | Paraguay  |
| Huracán de Tres Arroyos | Argentina |
| Tanque Sisley           | Uruguay   |
| The Strongest           | Bolivia   |
| Huracán                 | Argentina |